# Мерещенко, Николай Денисович
Николай Денисович Мерещенко (13 сентября 1928, с. Наумовка, Центрально-Чернозёмная область — 9 мая 2003, пос. Октябрьский, Белгородская область) — мастер-маслодел Микояновского маслозавода, рационализатор, Белгородская область. Герой Социалистического Труда, (1981).

## Биография
Родился 13 сентября 1928 года в селе Наумовка Белгородского района Белгородского округа Центрально-Чернозёмной (ныне Белгородской области) области в крестьянской семье.
До войны успел закончить пять классов. Уже после войны учился в вечерней школе и сельском профтехучилище, получив свидетельство о неполном среднем образовании.
Трудовую деятельность начал в августе 1943 года, сразу после освобождения Наумовки. Был разнорабочим, ездовым, водовозом. Вскоре его, несовершеннолетнего, по настоянию солдаток назначили бригадиром, а потом и заместителем председателя колхоза. Потом он сменил колхоз на Микояновский маслозавод, и это предприятие направило его на учебу. Возвратившись из училища, стал мастером.
Благодаря ему и по его предложениям велась реконструкция предприятия, осваивались новые линии, расширялся ассортимент выпускаемой продукции, повышалось её качество. Коллектив стал лучшим в области. Значительная часть цельномолочной продукции октябрьских маслоделов отправлялась прямо в торговую сеть Москвы. Сам И. Д. Мерещенко внес и внедрил десятки рационализаторских предложений, что содействовало увеличению выхода первосортной продукции, уменьшению затрат, снижению себестоимости. Проработал на заводе до весны 1997 года и ушел на пенсию по болезни.
На пенсии Н. Д. Мерещенко проживал в посёлке Октябрьский — центре Белгородского района. Умер 9 мая 2003 года на 75-м году жизни.

### Семья
- Сыновья — Евгений, Сергей.

## Награды
- 17 марта 1981 года Указом Президиума Верховного Совета СССР Николаю Денисовичу Мерещенко было присвоено звание Героя Социалистического Труда с вручением ордена Ленина и Золотой медали «Серп и Молот»[2].
- Награждён двумя орденами Ленина, а также другими наградами СССР.

## Память
- В фондах Белгородского государственного историко-краеведческого музея имеются личные вещи и документы Героя Социалистического Труда Н. Д. Мерещенко[3].